# Daiki Hashioka
Daiki Hashioka (født 17. maj 1999) er en japansk fodboldspiller.
Han har spillet for flere forskellige klubber i sin karriere, herunder Urawa Reds.